# Palazzo Della Valle

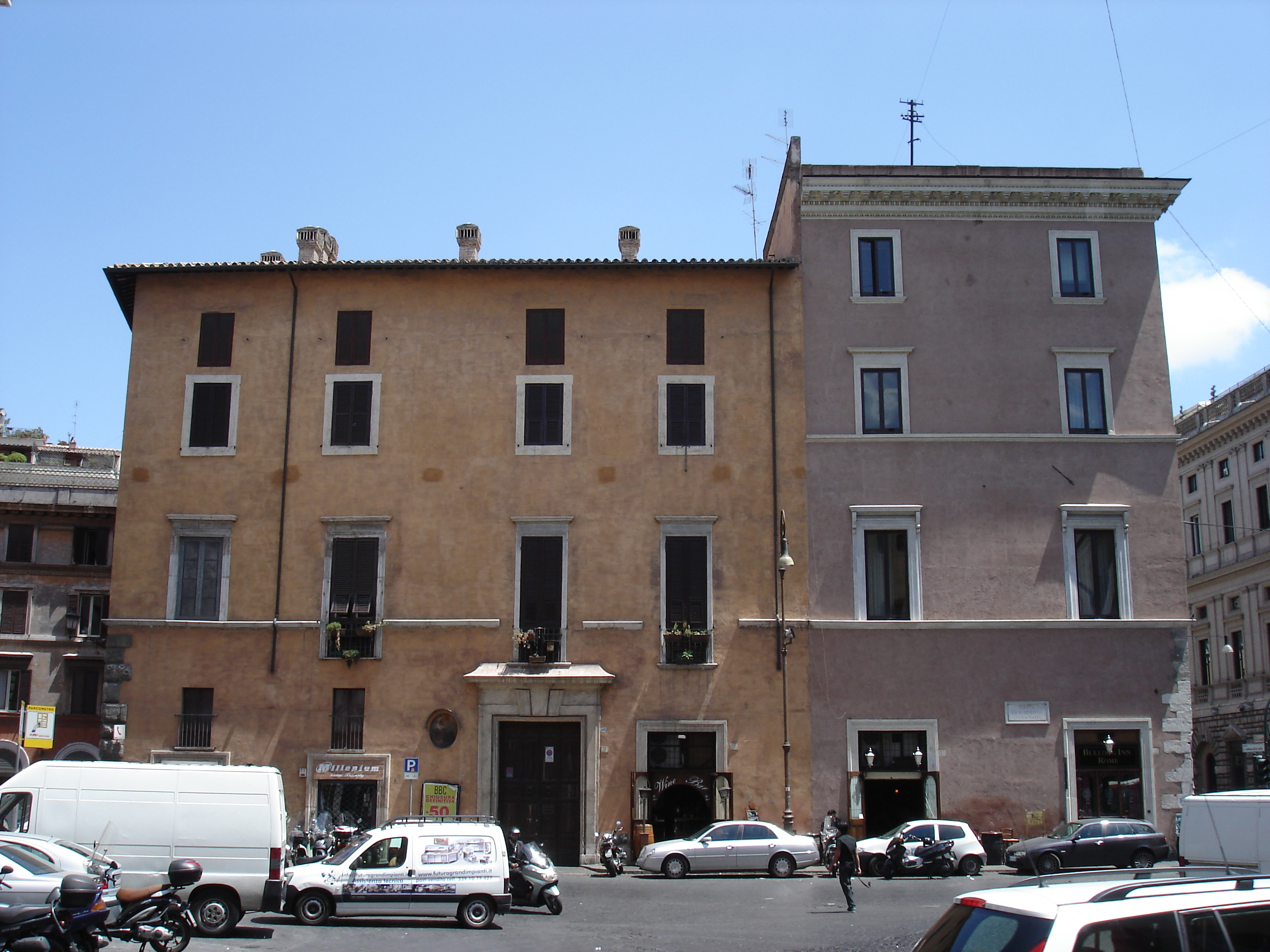
Vista do palácio na Piazza di Sant'Andrea della Valle realçando a ala mais antiga (à direita) e a mais nova.

Palazzo Della Valle ou Palazzo Valle é um palácio renascentista localizado na esquina do Corso Vittorio Emanuele II (nº 101) com a Piazza di Sant'Andrea della Valle, no rione Sant'Eustachio de Roma, mas com fachada também na Largo del Teatro Valle.

## História
Este palácio foi construído entre 1517 e 1523 para o cardeal Andrea della Valle, arcebispo de Crotone e Mileto, cuja família já era proprietária de um conjunto de residências no local e emprestou seu nome à região. As obras foram realizadas depois que o papa Sisto IV determinou, em 1484, a demolição destas residências após a derrota das famílias Della Valle e Colonna pelos Orsini num dos frequentes conflitos que afligiam a cidade na época. O autor do edifício, que originalmente tinha dois pisos, é incerto: segundo alguns, foi Lorenzo Lotti (conhecido como Il Lorenzetto), mas segundo os estudiosos modernos, é mais provável que tenha sido Andrea Sansovino ou Antonio da Sangallo, o Jovem. 
Morto o cardeal em 1534, seu palácio passou para o bispo Quintio dei Rustici, filho de sua irmã, e depois para as famílias Capranica através de Faustina della Valle, casada com Camillo Capranica. Em 1584, o palácio foi vendido para Fernando I de Médici, que transferiu parte da coleção para a Villa Medici, no monte Píncio. A propriedade retornou depois aos Della Valle (Pietro, 1586-1652), período no qual a ala de frente para a Piazza Della Valle (c. 1600). Em 1633, o edifício foi adquirido pela família Del Bufalo após o matrimônio de Romibera, filha de Pietro, com o marquês Benedetto Del Bufalo. O filho deles, Otavio Federico, realizou em 1711 uma reforma que se prolongou por cerca de dez anos: foi ele quem mandou mudar o portal da posição original, alinhada com o pátio interno, para a atual, mais à esquerda, e colocou no local uma placa relembrando a união das famílias Del Bufalo e Della Valle. Além disso, ele também mandou construir uma nova fachada posterior para os estábulos e regularizou a planta. No interior, suas salas foram ricamente decoradas, como a que foi pintada em afresco por Cecchino Salviati; no salão maior está uma inscrição que recorda Della Valle como cardeal de Santa Prisca. 
Em 1810, o marquês Rinaldo Del Bufalo-Della Valle, por conta de sua precária condição econômica, vendeu os últimos relevos antigos que ainda estavam no pátio do palácio e construiu no local um estábulo e um galpão emparedando dois arcos, liberados também na reforma de 1941. Com a morte do marquês (1828), a propriedade passou para seus filhos, que construíram, em 1845, um mezzanino acima do segundo piso e também um novo pilar na lógia sul do pátio. Em 1941, o edifício foi vendido para a Confederação Fascista de Comerciantes e restaurado pelo arquiteto Carlo Forti. Esta intervenção, ditada também pelas precárias condições da estrutura, se concentrou no pátio, que recuperou sua aparência e decoração originais. Infelizmente, a prática, então usual, de remoção do gesso não poupou nem as fachadas do pátio, nem a esquina de frente para a igreja de Sant'Andrea della Valle e nem o último arco medieval ao lado da porta.
Em 1948, o Palazzo Della Valle se tornou a sede da Confederação Geral da Agricultura Italiana (em italiano:  Confragricoltura), que, em 2002, restaurou a fachada.

## Descrição
O edifício foi construído na antiga Strada Papale em um trecho ligeiramente curvo, que acabou se refletindo na estrutura: este é o motivo pelo qual ainda hoje o edifício se projeta no Corso Vittorio Emanuele II com uma leve convexidade. Esta fachada se apresenta em três pisos separados por duas cornijas marcapiano, com janelas emolduradas e com mísulas no primeiro piso, sem mísulas no segundo e sem moldura no terceiro. O portal é muito belo e elegante, com arquitrave de mármore e a inscrição "ANDREAS CAR DE VALLE F" (em latim: "Andreas Cardinallis De Vallis F(ecit)").
À direita deste portal está um arco de tijolos assentado sobre colunas de um antigo pórtico medieval, hoje murado e aberto numa janela antiga e revelado durante uma reforma em 1941. O palácio ficou famoso por causa da rica coleção de estátuas e relevos antigos dispostos no esplêndido pátio interno, caracterizado por amplos arcos retos apoiados em colunas dóricas e medalhões de mármore. Em 1584, o cardeal Fernando I de Médici levou a coleção para decorar a sua própria villa, Villa Medici. O edifício também conta com uma nova ala construída no século XVII de frente para a Piazza di Sant'Andrea della Valle e com uma terceira fachada no Largo del Teatro Valle. 
Esta última apresenta uma bela fachada com um portal de silhares rusticados encimado pelo brasão dos Della Valle (dois leões rompantes, um de frente para o outro, acompanhados por cinco estrelas e uma águia coroada) e por um relevo com três bustos femininos da antiguidade romana. Dignas de nota são as janelas do primeiro piso, emolduradas e com mísulas, todas inscritas com o texto "ANDREAS CAR DE VALLE" com exceção da que fica acima do portal, cujo texto é "ANDREAS DE VALLE EPS MILETEN" (em italiano:  "Andre Della Valle Episcopo di Mileto").